# نگهبان باغ‌وحش

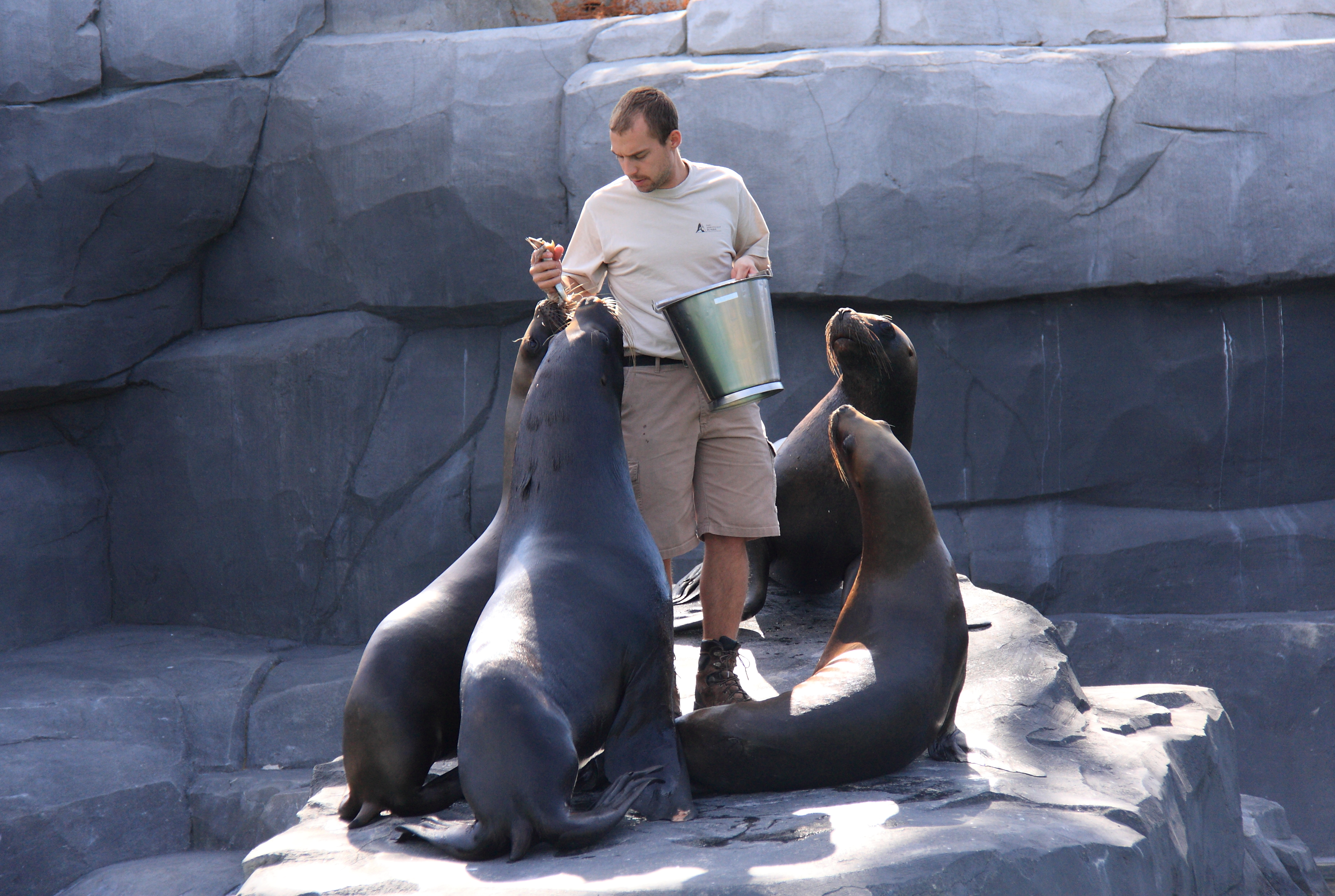
یک نگهبان باغ‌وحش (وسط) با شیرهای دریایی آمریکای جنوبی در پارک جانورشناسی پاریس

نگهبان باغ‌وحش (به انگلیسی: Zookeeper)، که گاهی به عنوان نگهدارنده حیوانات نیز شناخته می‌شود، شخصی است که حیوانات باغ‌وحش را مدیریت می‌کند که در اسارت برای حفاظت یا نمایش در معرض دید عموم قرار می‌گیرند. آنها معمولاً مسئول تغذیه و مراقبت روزانه از جانوران هستند. به عنوان بخشی از کارهای معمول خود، نگهبانان باغ‌وحش ممکن است نمایشگاه‌ها را تمیز کنند و مشکلات بهداشتی را گزارش کنند. آنها همچنین ممکن است در پژوهش‌های علمی یا آموزش عمومی، مانند برگزاری تورها و پاسخ به سؤالات، مشارکت داشته باشند.

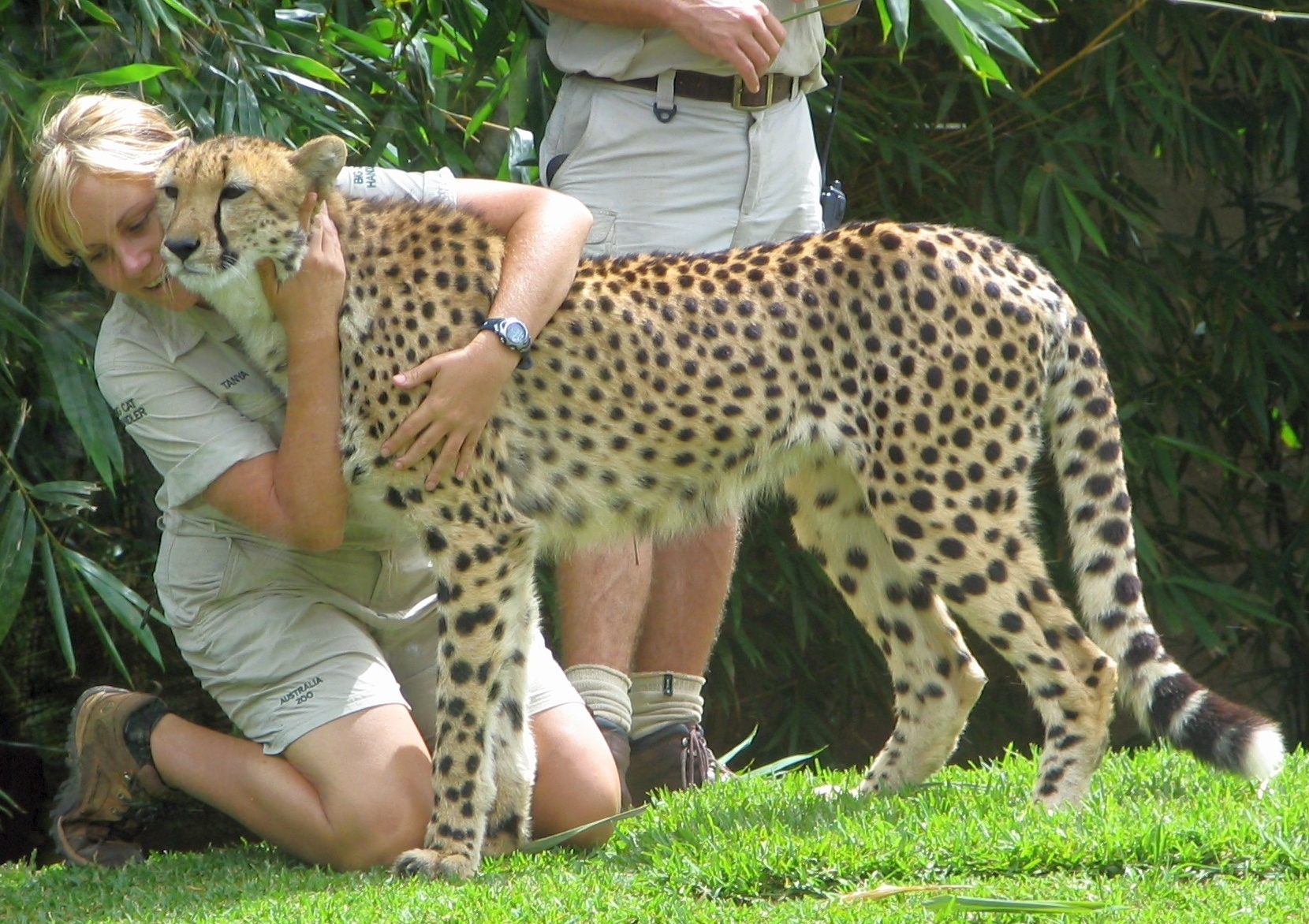
نگهبانان باغ وحش با یوزپلنگ در باغ وحش استرالیا